# 1990 en science-fiction
| Années de la science-fiction : 1987 - 1988 - 1989 - 1990 - 1991 - 1992 - 1993    |
| Décennies de la science-fiction : 1960 - 1970 - 1980 - 1990 - 2000 - 2010 - 2020 |

L'année 1990 a été marquée, en matière de science-fiction, par les événements suivants.

## Naissances et décès

### Décès
- 6 avril : Robert Abernathy, écrivain américain, né en 1924, mort à 65 ans.
- 14 avril : Günther Krupkat, écrivain allemand, né en 1905, mort à 84 ans.

## Prix

### Prix Hugo
- Roman : Hypérion (Hyperion) par Dan Simmons
- Roman court : Les Montagnes du deuil (The Mountains of Mourning) par Lois McMaster Bujold
- Nouvelle longue : Entre un soldat, puis un autre (Enter a Soldier. Later: Enter Another) par Robert Silverberg
- Nouvelle courte : Nibards (Boobs) par Suzy McKee Charnas
- Livre non-fictif : The World Beyond the Hill par Alexei Panshin et Cory Panshin
- Film ou série : Indiana Jones et la Dernière Croisade, réalisé par Steven Spielberg
- Éditeur professionnel : Gardner Dozois
- Artiste professionnel : Don Maitz
- Œuvre d'art originale : couverture de Rimrunners par Don Maitz
- Magazine semi-professionnel : Locus, dirigé par Charles N. Brown
- Magazine amateur : The Mad 3 Party (Leslie Turek, éd.)
- Écrivain amateur : Dave Langford
- Artiste amateur : Stu Shiffman
- Prix Campbell : Kristine Kathryn Rusch

### Prix Nebula
- Roman : Tehanu (Tehanu: The Last Book of Earthsea) par Ursula K. Le Guin
- Roman court : Le Vieil Homme et son double (The Hemingway Hoax) par Joe Haldeman
- Nouvelle longue : La Tour de Babylone (Tower of Babylon) par Ted Chiang
- Nouvelle courte : Les ours découvrent le feu (Bears Discover Fire) par Terry Bisson

### Prix Locus
- Roman de science-fiction : Hypérion (Hyperion) par Dan Simmons
- Roman de fantasy : L'Apprenti (Prentice Alvin) par Orson Scott Card
- Roman d'horreur : L'Échiquier du mal (Carrion Comfort) par Dan Simmons
- Premier roman : Orbital Decay par Allen Steele
- Roman court : Le Père des pierres (The Father of Stones) par Lucius Shepard
- Nouvelle longue : Trottecaniche (Dogwalker) par Orson Scott Card
- Nouvelle courte : Enfants perdus (Lost Boys) par Orson Scott Card
- Recueil de nouvelles : L'Épreuve du feu (Patterns) par Pat Cadigan
- Anthologie : The Year's Best Science Fiction: Sixth Annual Collection par Gardner Dozois, éd.
- Livre non-fictif : Grumbles from the Grave par Robert A. Heinlein
- Éditeur : Gardner Dozois
- Magazine : Asimov's Science Fiction
- Maison d'édition : Tor Books / St. Martin's
- Artiste : Michael Whelan

### Prix British Science Fiction
- Roman : Le Pays de Cocagne (Take Back Plenty) par Colin Greenland
- Fiction courte : Le Retour du docteur Shade (The Original Doctor Shade) par Kim Newman

### Prix Arthur-C.-Clarke
- Lauréat : The Child Garden par Geoff Ryman

### Prix E. E. Smith Memorial
- Lauréat : Jane Yolen

### Prix Theodore-Sturgeon
- Lauréat : Le Bord du monde (The Edge of the World) par Michael Swanwick

### Prix Lambda Literary
- Fiction spéculative : What Did Miss Darrington See? par Jessica Amanda Salmonson (en), éd.

### Prix Seiun
- Roman japonais : Jōgen no tsuki wo taberu shishi par Baku Yumemakura

### Prix Apollo
- Argentine par Joël Houssin

### Grand prix de l'Imaginaire
- Roman francophone : Sukran par Jean-Pierre Andrevon
- Nouvelle francophone : Les Chasseurs au bord de la nuit par Colette Fayard

### Prix Kurd-Laßwitz
- Roman germanophone : Midas par Wolfgang Jeschke

## Parutions littéraires

### Romans
- Les Psychopompes de Klash par Roland C. Wagner.
- Projet Diaspora par Michael P. Kube-McDowell.

### Anthologies et recueils de nouvelles
- Univers 1990
- À travers la Grande Porte par Frederik Pohl.

### Nouvelles
- Tombouctou à l'heure du lion par Robert Silverberg.

## Sorties audiovisuelles

### Films
- Dark angel par Craig R. Baxley.
- L'Expérience interdite par Joel Schumacher.
- La Fuite au paradis par Ettore Pasculli.
- Moon 44 par Roland Emmerich.
- Predator 2 par Stephen Hopkins.
- Retour vers le futur 3 par Robert Zemeckis.
- RoboCop 2 par Irvin Kershner.
- Total Recall par Paul Verhoeven.

### Téléfilms
- La Mort de l'incroyable Hulk par Bill Bixby.